# Chembrică

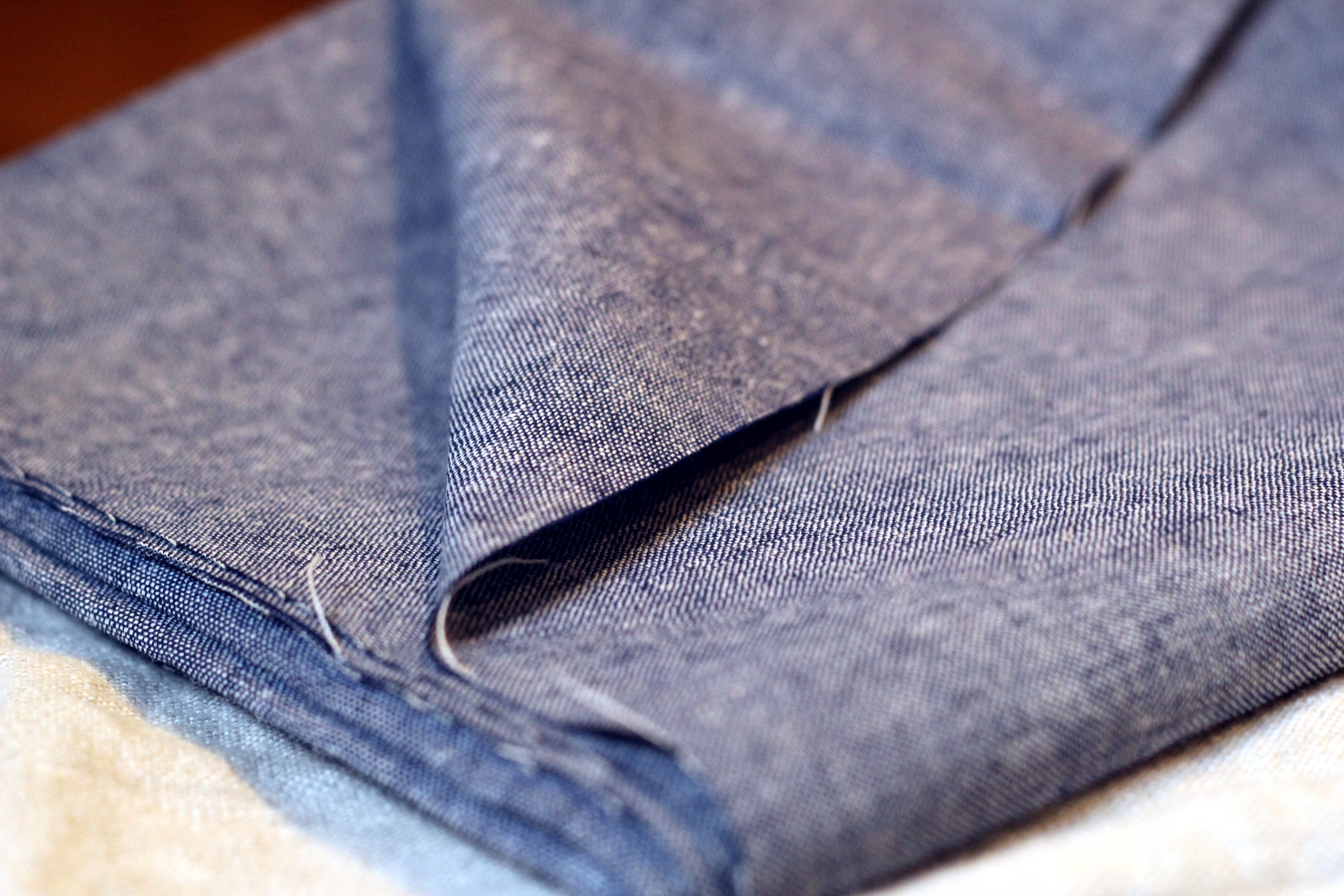
O țesătură de chembrică de culoare albastră, confecționată dintr-un amestec de pânză și bumbac.

Chembrica (din engleză cambric) este una dintre cele mai fine, dense și lejere tipuri de țesătură, originară din comuna franceză Cambrai. Materialul brut la început este țesut, apoi albit, vopsit și adesea vitrat sau calandrat. Chembrica este folosită ca țesătură pentru lenjerii, cămăși, batiste, freze, dantele și broderii.

## Descriere
Chembrica este un material fin, cu o țesătură simplă și cu un aspect neted la suprafață, acesta fiind rezultatul procesului de calandrare. Poate fi din lenjerie sau bumbac. Țesătura poate fi vopsită în multe culori.
În limba franceză, "batistă" și "chembrică" sunt sinonime. Totuși, în alte contexte, se pot considera ca două țesături distincte. În limba engleză, batista este un fel de chembrică, cu o textură similară, dar finisată în mod diferit, și confecționată din bumbac, precum și din lenjerie. 
Termenul de „pânză cambrică” se aplică, de asemenea, unei țesături rigide, de obicei negre, cu țesătură deschisă, utilizate în mod obișnuit pentru a acoperi de praf partea inferioară a mobilierului tapițat.

## Istoric
Chembrica a fost la început un fel de pânză fină, albă, din țesătură simplă, fabricată în Franța la Cambrai și în apropiere. Cuvântul englez, din care cel românesc, provine de la Kameryk sau Kamerijk, numele flamand cu care era cunoscut orașul Cambrai, care a devenit parte a Franței în 1677. Cuvântul este atestat din 1530.  Este un sinonim al cuvântului francez batiste, însuși atestat din 1590. Presupusa invenție a țesăturii, în jurul anului 1300, de către un țesător numit Baptiste sau Jean-Baptiste Cambray sau Chambray, din satul Castaing din feudul Marcoing, în apropiere de Cambrai, nu este atestat pe plan istoric.
În secolul al XVIII-lea, după interzicerea importării de chembrică franceză în Anglia, odată cu dezvoltarea de țesături fabricate din bumbac indian, țesături similare chembricii, cum ar fi nainsook-ul, au devenit mai populare. Aceste țesături, denumite inițial Scotch cambrics pentru a le deosebi de cele franceze, au fost denumite mai târziu cotton cambrics sau batistes.  Unii autori au sporit confuzia cu presupunerea că cuvântul batiste ar putea proveni din țesăturile indiene bastas.